# Kanekotrochus vietnamensis
Kanekotrochus vietnamensis is een slakkensoort uit de familie van de Trochidae. De wetenschappelijke naam van de soort is voor het eerst geldig gepubliceerd in 2006 door Dekker.